# Shuguang (Raumschiff)
Shuguang (chinesisch 曙光, bedeutet in Mandarin „Morgenröte“), auch bekannt als „Projekt 714“ (chinesisch 七一四工程), sollte während der späten 1960er und den frühen 1970er Jahren das erste bemannte Raumschiff der Volksrepublik China sein. Es sollte eine dem amerikanischen Gemini-Raumschiff ähnliche Zweimannkapsel sein und hätte im Jahr 1973 starten sollen. Wegen finanzieller, technischer und politischer Probleme wurde das Shuguang-Programm am 13. Mai 1972 gestrichen.

## Planungen
Weltraummedizin als Vorstufe zur bemannten Raumfahrt wurde in China bereits seit 1958 betrieben, von ursprünglich drei Instituten, die am 1. April 1968 auf Vorschlag von Qian Xuesen zum späteren „Forschungsinstitut für Raumfahrtmedizin und -technik“ zusammengeschlossen wurden. Mit der Konstruktion eines Raumschiffs hatte sich seit 1966 das 8. Ingenieurbüro des Siebten Ministeriums für Maschinenbauindustrie unter der Leitung von Chefingenieur Wang Xiji befasst. Nachdem man sich bei der 1. Akademie des Siebten Ministeriums über die Parameter der seit 1965 in Entwicklung befindlichen Interkontinentalrakete Dongfeng 5 erkundigt hatte, kam die Arbeitsgruppe um Wang Xiji zu dem Schluss, dass man angesichts einer relativ großen Sprunginnovation bei der Trägerrakete das Raumschiff selbst möglichst konservativ halten sollte; ein Raumschiff für eine Person wäre am geeignetsten. Im September 1967 hatte die Arbeitsgruppe das Konzept eines derartigen Einpersonen-Raumschiffs fertig ausgearbeitet, das mit seinem Servicemodul und der konischen Landekapsel – abgesehen von der Größe – eine frappierende Ähnlichkeit mit dem heutigen Bemannten Raumschiff der neuen Generation besaß. Dieser erste Entwurf trug bereits den Namen „Shuguang“. Nachdem Wang Xiji und seine Mitarbeiter den Entwurf Qian Xuesen, damals Staatssekretär im Siebten Ministerium für Maschinenbauindustrie, vorgelegt hatten, erhielten sie den Auftrag, weitere Konzepte für Raumschiffe mit zwei, drei und fünf Personen auszuarbeiten. Nach Abwägung aller Faktoren entschied man sich am Ende für die Version mit zwei Raumfahrern.
Im Juni 1968 begann man mit der Entwicklung der Raumanzüge, die die Raumfahrer während des Fluges tragen sollten. Von den Druckanzügen der Luftwaffe her verfügte man auf diesem Gebiet bereits über eine gewisse Erfahrung. Durch die Spannungen mit der Sowjetunion – im Januar 1967 hatten Rote Garden die sowjetische Botschaft in Peking belagert – erhielt man von dort jedoch keine weitergehende Unterstützung und musste sich die Details aus einigen unscharfen Fotos von sowjetischen und amerikanischen Raumfahrern erschließen. Es war klar, dass ein Raumanzug aus mehreren Schichte aus jeweils verschiedenem Material bestehen musste, von denen jede eine eigene Aufgabe hatte. Der Anzug, den man am Ende hergestellt hatte, war, abgesehen von der orangen Farbe, den heutigen Kabinenanzügen des bemannten Raumfahrtprogramms der Volksrepublik China nicht unähnlich. Nach Einschätzung von Chen Jingshan (陈景山), dem damaligen Leiter der Raumanzug-Werkstatt, entsprach er etwa der Bordversion des amerikanischen Gemini-Raumanzugs und war etwas besser als der Anzug der Kosmonauten an Bord der Wostok-Raumschiffe.
Im April 1970 wurde vom Staatsrat der Volksrepublik China und dem Zentralkomitee der KPCh im Jingxi-Hotel in Peking (京西宾馆, kein Hotel, sondern ein staatliches Kongresszentrum) eine Tagung mit über 400 Experten aus 80 Forschungsinstituten des ganzen Landes abgehalten, auf der das mittlerweile in „Institut 508“ umbenannte Ingenieurbüro Planzeichnungen und ein 1:1-Modell des Raumschiffs vorstellte. Am späten Abend des 24. April 1970, als die Experten gerade die Astronautennahrung kosteten, wurde bekanntgegeben, dass Chinas erster Satellit Dong Fang Hong I erfolgreich ins Weltall abgehoben hatte.
Wang Xiji, der 1964 richtig erkannt hatte, dass es technisch nicht möglich war, wie seinerzeit von Feldmarschall Nie Rongzhen vorgeschlagen, mit einer modifizierten Mittelstreckenrakete einen Satelliten des geplanten Gewichts in die Erdumlaufbahn zu befördern, hatte in seinem Konzept für das bemannte Raumschiff nicht darauf hingewiesen, dass das Gemini-Raumschiff, das er als Vorbild genommen hatte, 3800 kg wog, während die geplante Trägerrakete Changzheng 2 nur eine Nutzlast von 2000 kg tragen konnte.
Keiner der versammelten Experten brachte dieses Problem zur Sprache; alle brannten darauf, so schnell wie möglich einen chinesischen Raumfahrer ins All zu schicken.

## Raumfahrer
Kaum drei Monate später, am 14. Juli 1970, billigte Mao Zedong durch Einkringeln seines Namens auf dem Verteiler einen schriftlich eingereichten Plan der Kommission für Wehrtechnik der Volksbefreiungsarmee, Raumfahrer auszuwählen und das vom Institut 508 entworfene Raumschiff zu bauen. Nach dem Datum 14. Juli wurde dieses Unterfangen, das vorsah, bis Ende 1973 zwei Raumfahrer ins All zu befördern, „Projekt 714“ (714工程) genannt. Am 9. August 1970 wurde das Forschungsinstitut für Raumfahrtmedizin und -technik von der Wehrtechnik-Kommission, seiner vorgesetzten Dienststelle, verständigt, man solle mit der Auswahl der Raumfahrer beginnen.
Die Anforderungen waren: Abfangjäger-Pilot, 1,59 m bis 1,74 m groß, 24 bis 38 Jahre alt, 55 bis 70 kg schwer und 300 absolvierte Flugstunden.
Nach einer ersten Überprüfung von 1840 Piloten aus 14 Luftwaffenstützpunkten, die in das Auswahlraster passten, kamen nach weiteren Tests, die nicht nur den körperlichen und psychischen Zustand, sondern auch die Herkunft aus einer proletarischen Familie und politische Zuverlässigkeit umfassten, 88 Kandidaten in die nähere Auswahl. Als der Überprüfungsprozess am 15. März 1971 beendet war, waren nur noch 20, später 19 Kandidaten übrig. Zu diesen gehörten Lu Xiangxiao, Wang Zhiyue, Dong Xiaohai und Fang Guojun.
Die konkrete Entwicklung der Trägerrakete, die das Raumschiff ins All befördern sollte, hatte 1970 begonnen, die Raumfahrer begannen das Training im November 1971.
Da China damals über kein Parabelflugzeug für die Raumfahrerausbildung verfügte, wurde für diesen Zweck ein zweisitziger Strahltrainer vom Typ MiG-15UTI verwendet. Durch Wahl einer geeigneten Flugbahn konnten gut 40 Sekunden Schwerelosigkeit simuliert werden, in denen die Raumfahrerkandidaten unter anderem die Nahrungs- und Getränkeaufnahme im Weltall übten.

## Design des Shuguang-Raumschiffs
Das Shuguang-Raumschiff ähnelte vom Aussehen her dem amerikanischen Gemini-Raumschiff, sollte aber kleiner und leichter sein, damit es mit der in Entwicklung befindlichen Changzheng-2-Trägerrakete gestartet werden konnte. Die beiden Raumfahrer hätten in einer unter Druck stehenden Kabine mit Schleudersitzen und Instrumenten gesessen. Im Achterschiff des Raumschiffes wären die Richtungstriebwerke, die Treibstofftanks, die Stromversorgung und die Telekommunikationssysteme untergebracht worden. Für den Wiedereintritt wäre das Achterschiff vom Crewbereich getrennt worden, es gab jedoch kein System für Landungen auf dem Festland. Im besten Fall wäre das Raumschiff mittels eines Fallschirms auf einer Wasseroberfläche gelandet. Ansonsten hätten sich die Raumfahrer mit ihren Schleudersitzen aus der Kapsel katapultieren und jeder mit seinem eigenen Fallschirm landen müssen.

## Neuer Weltraumbahnhof
Als Startplatz, nicht nur für Shuguang-1, war ein neu zu erbauendes Kosmodrom in Xichang, Provinz Sichuan, geplant, ein Standort, der durch seine größere Entfernung zur Sowjetunion sicherer schien als das Kosmodrom Jiuquan in der Inneren Mongolei. Bis zum Frühjahr 1972 war das Gelände für die Startrampe 1 planiert, ein in den Berghang gegrabenes Treibstofflager war angelegt und die Baugrube für die Prüfhalle ausgehoben. Dann wurde das Shuguang-Programm am 13. Mai 1972 gestoppt. Die Pläne für das Kosmodrom wurden immer wieder geändert, bis der von vornherein sehr ambitionierte Plan eines bemannten Raumflugs Anfang 1975 endgültig begraben wurde.

## Abbruch des Programms
Wie zehn Jahre vorher das Kampfflugzeug Dongfeng 113 (东风113)
war das „Projekt 714“ von vornherein weitgehend fiktional. Es wurden zwar Raumfahrer ausgewählt und Weltraumnahrung entwickelt, aber das Raumschiff selbst kam nie über ein Modell aus Holz und Pappe hinaus. Innerhalb der chinesischen Regierung (man befand sich noch in der Kulturrevolution) war das Shuguang-Projekt von Anfang an nicht unumstritten. Nicht wenige Politiker waren damals der Ansicht, dass man, anstatt für ein Prestigeprojekt Geld zu verbrennen, diese Mittel lieber dafür verwenden sollte, Wasserkraftwerke und Kunstdüngerfabriken zu bauen.
Als die Verantwortlichen Anfang 1972 um mehr Geld baten, erklärte Mao, dass die irdischen Dinge Vorrang hätten und man sich um das Weltall später kümmern würde („先把地球上的事搞好，地球外的事往后放放“), etwas, das Premierminister Zhou Enlai Qian Xuesen gegenüber schon vorher zum Ausdruck gebracht hatte. Am 13. Mai 1972 wurde der letzte Raumfahrer zu seiner ursprünglichen Luftwaffeneinheit zurückgeschickt und im März 1975 wurde das Projekt von der Wehrtechnik-Kommission auf Anweisung des Staatsrats eingestellt.

## Hinterlassenschaften
Während das heutige Satellitenkontrollzentrum Xi’an mit seinem Netzwerk von TT&C-Stationen im Zusammenhang mit Chinas erstem Satelliten Dong Fang Hong I eingerichtet wurde, und die Bahnverfolgungsschiffsbasis Jiangyin im Zusammenhang mit der Dongfeng-5-Interkontinentalrakete, sind die heutigen Kabinenanzüge und letztendlich auch der Außenbordanzug Feitian tatsächlich ein Erbe des Shuguang-Projekts.
Die damalige Weltraumnahrung bestand aus gosteingroßen Nährstofftabletten, die ohne Abbeißen in den Mund gesteckt werden konnten,
während man heute mit Astronautennahrung in Kunststoffbehältern arbeitet. Mittlerweile hat das Chinesische Raumfahrer-Ausbildungszentrum in Peking 100 verschiedene Weltraumgerichte in sechs Kategorien (Gemüse, Süßspeisen etc.) entwickelt, darunter zum Beispiel auch bröselfreie Mondkuchen für das Mittherbstfest (15. Tag des 8. Monats nach dem Bauernkalender) im All.
Ebenfalls auf das Shuguang-Projekt geht die chinesische Variante der USB-Technologie zurück. Chen Fangyun, seit 1967 bei der Bodenstation Weinan für Telemetrie und Bahnverfolgung der chinesischen Satelliten zuständig, war bei der Frage der Telemetrie und Kommunikation mit den Raumfahrern auf das seinerzeit von der NASA und dem Jet Propulsion Laboratory für das Apollo-Programm entwickelte „Unified S-Band“ gestoßen, bei dem alle Daten auf einer einzigen Trägerwelle im S-Band übertragen werden. Nach der Einstellung des Shuguang-Projekts entwickelte er die Technologie weiter, und sie kommt seitdem bei der Steuerung der chinesischen Satelliten, den bemannten Raumflügen und dem Mondprogramm der Volksrepublik China zum Einsatz.
Die wichtigste Errungenschaft des Projekts 714 war der Raumfahrerauswahlprozess. Die Personalakten der 19 Raumfahrer, die am Ende des damaligen Verfahrens übrig geblieben waren, zeigen, dass alle in der Luftwaffe Karriere gemacht hatten und, trotz der Wiederaufnahme einer regulären Kampfpilotentätigkeit, gesund geblieben waren. Daher wurden 1997 bei der Auswahl der Raumfahrer für das Shenzhou-Programm ähnliche Anforderungen gestellt: 1,60 m bis 1,72 m groß, 25 bis 35 Jahre alt, 55 bis 70 kg schwer. 1997 wurden auch Jagdbomber-Piloten angenommen, die in einem gegebenen Zeitraum weniger Aktionen auszuführen haben als Abfangjäger beim Üben von Luftkämpfen, dafür mussten die Bewerber mindestens 600 Flugstunden nachweisen.
Auch beim technischen Personal gibt es eine Kontinuität zum heutigen bemannten Raumfahrtprogramm der Volksrepublik China. Zahlreiche Ingenieure der zweiten Generation, also nach Qian Xuesen und Zhao Jiuzhang, hatten bei der Arbeit an dem Projekt wertvolle Erfahrung gesammelt, die sie zwanzig Jahre später zum Einsatz bringen konnten. So wurde zum Beispiel Qi Faren, beim Shuguang-Raumschiff verantwortlich für die Entwicklung der Druckkabine, 1983 Direktor der Chinesischen Akademie für Weltraumtechnologie und war dort von 1992 bis 2004 Chefkonstrukteur der Shenzhou-Raumschiffe.
Obwohl das Shuguang-Projekt von vornherein keine Aussicht auf Erfolg gehabt hatte, wird es heute als eigentlicher Beginn des Bemannten Raumfahrtprogramms der Volksrepublik China gesehen.
Sowohl von der Herstellerfirma als auch vom Büro für bemannte Raumfahrt wird eine direkte Linie vom Shuguang-Raumschiff zur Chinesischen Raumstation gezogen.
Das Chinesische Raumfahrer-Ausbildungszentrum benutzt bei der Kommunikation mit den Raumfahrern während Außenbordeinsätzen etc. den Funknamen „Shuguang“.
Auch die Bezeichnung für chinesische Raumfahrer – 航天员 bzw. Hángtiānyuán – geht auf das Shuguang-Projekt zurück. Bereits am 11. September 1967 hatte Qian Xuesen in seiner Eröffnungsrede für eine Konferenz zu den Rückkehrsatelliten den chinesischen Begriff für „Raumfahrt“ geprägt. Anders als die bis dahin übliche Übersetzung des englischen spaceflight (宇宙航行) ist Hangtian ein autochthoner Begriff, der wörtlich übersetzt „Fahren am Himmel“ bedeutet. Qian hatte damals argumentiert, dass sich die Menschheit noch für sehr lange Zeit im erdnahen Raum, also von unten aus gesehen am Himmel bewegen würde und dass von Flügen in die Tiefen des Weltalls keine Rede sein könnte. Bei der Formulierung des Dokuments, das Mao Zedong am 14. Juli 1970 genehmigte, schlug Qian Xuesen vor, den Begriff Hangtian beizubehalten und für Berufsraumfahrer, die im Gegensatz zum Bodenpersonal tatsächlich in den Weltraum fliegen sollten, ein yuan anzufügen, analog zu „Seefahrt“ und „Seefahrer“. Leute, die am Boden mit Raumfahrt befasst sind, vom Schweißer in der Werkstatt über den Techniker im Kontrollzentrum bis zum Raumfahrtingenieur, wurden und werden bis heute als 航天人 bzw. Hángtiānrén, also „Raumfahrt-Menschen“ bezeichnet.